# Senador (tribuno)

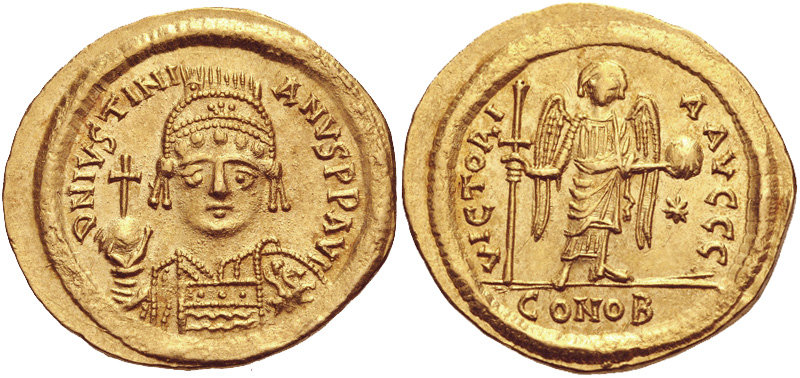
Soldo de Justiniano r.

Senador (em latim: Senator) foi um oficial bizantino do século VI, ativo durante o reinado do imperador Justiniano (r. 527–565). Nascido no seio duma família distinta, talvez da classe senatorial, foi um dos oficiais que serviu na África sob João Troglita no inverno de 546/7 na derrota de Antalas. Senador é mencionado na obra de Flávio Crescônio Coripo como estando na ala esquerda do exército de João Troglita na batalha contra Antalas, ao lado dos oficiais Marciano e Martúrio, ambos tribunos. Não se sabe qual teria sido seu ofício militar, mas os autores da Prosopografia do Império Romano Tardio sugerem que também fosse um tribuno em virtude de estar próximo a outros tribunos no confronto.